# 春日部市
春日部市（日语：／ Kasukabe shi */?），是位於日本關東地方南部、埼玉縣東部的城市，也是知名漫畫作品蠟筆小新與幸運☆星的故事舞臺。當地與相鄰的越谷市一起被定為彩之國中核都市和業務核都市，往東京都特別區部的通勤率達21.1%，往埼玉市的通勤率則為10.3%（平成22年國勢調查）。日本愛知縣還有一個名字相似的春日井市，但是與該市並無關係。
市內有國道4號、新國道4號、國道16號、東武伊勢崎線、東武野田線等多條幹道交會，為埼玉縣東部的交通要地。大落古利根川旁的小渕砂丘是縣內以前利根川沿岸砂丘的代表之一。當地在日本戰後經濟奇蹟以來作為東京的通勤城鎮發展，人口開始增加快速。近年因「都心回歸」現象開始下滑。春日部市現為施行時特例市。

## 地理

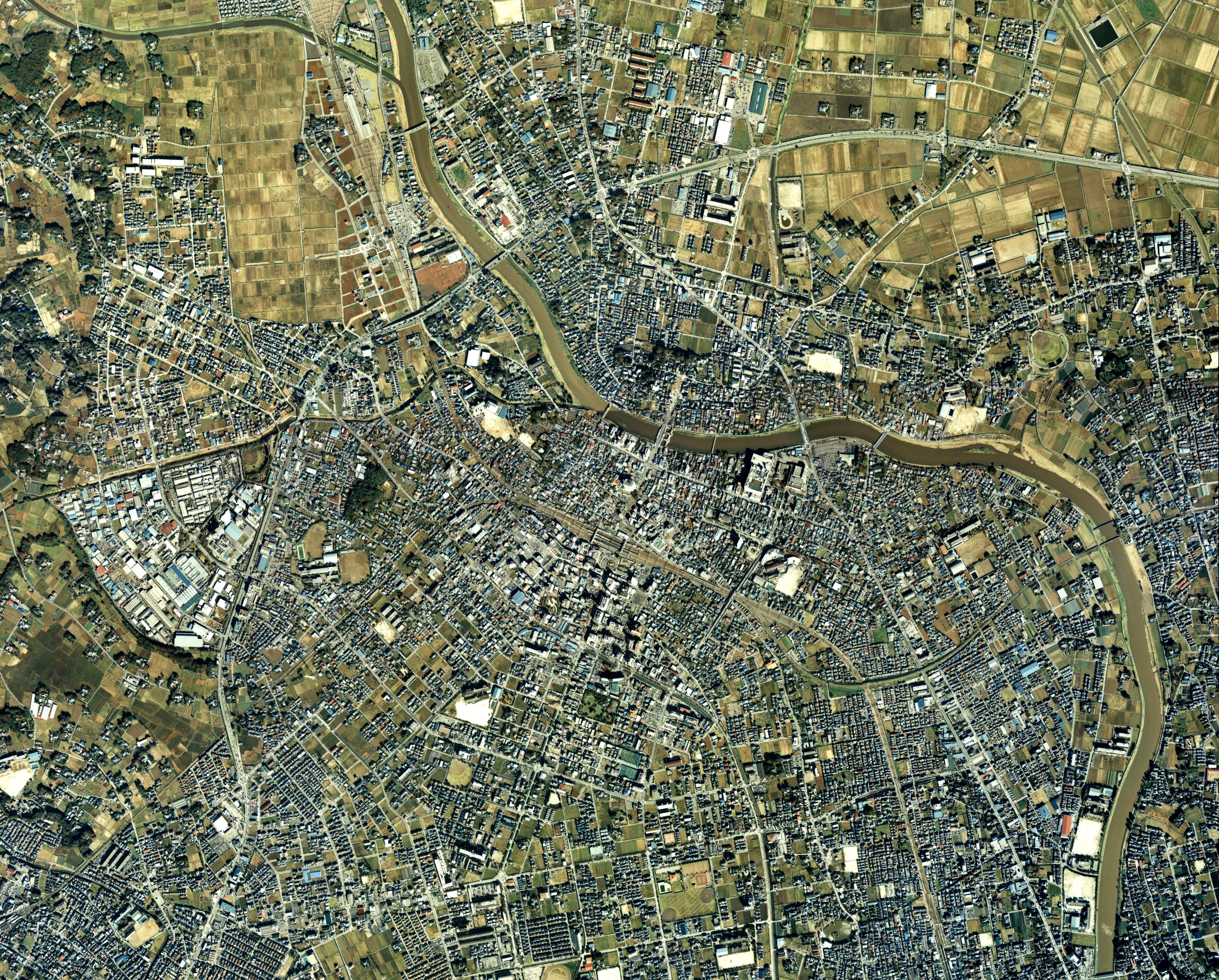
春日部市中心空拍圖。可見從市區北側往東南方的大落古利根川。
。

### 市名由來
本市市名來自在此發跡的鎌倉時代武家春日部氏。

### 地勢
市域中央是被稱作中川低地（東京低地）的平坦低地，周邊則有多個台地，如東北部西寶珠花的寶珠花台地、東南部南櫻井站附近的金杉台地、西南部豐春站附近花積地區的花積台地，西北部北春日部站西側內牧地區的內牧台地。春日部市的地理範圍包含下總台地（西寶珠花與金杉是江戶川自下總台地切出的小型台地）與大宮台地（內牧台地與花積台地屬大宮台地）。台地地區曾出土多處遺跡，如內牧地區的內牧塚內古墳群、粕壁地區的賓川戶遺跡（奈良時代後期至鎌倉時代）、豐春地區的花積貝塚、寶珠花台地的神明貝塚、金杉台地的米島貝塚等。位在中川低地內的倉常地區在近年也挖掘出彌生時代須釜遺跡。

### 河川
| - 大落古利根川 - 隼人堀川 - 古隅田川 - 新方川 - 八間堀 - 首都圈外郭放水路 - 會之堀川 - 內牧用水 - 豐春用水 - 古隅田川舊川 - 舊古隅田川（上豐川） - 山城堀（古隅田川的源流） | - 中之堀川 - 谷原落 - 安之堀川 - 新宿堀 - 大谷川 - 增野川 - 備後川 - 武德川（武德用水） - 安戶落 - 倉松川 - 舊倉松落（舊倉松川、幸松川） | - 江戶川 - 根用水 - 江戶川右岸用水路 - 鄉台用水 - 中用水（庄內領用水路） - 打田落惡水路 - 中庄內排水 - 中川（庄內古川） - 九尺排水路 - 承水溝 |

池沼
- 黑沼
- 大池（日语：大池 (春日部市)）
- 藥師沼（日语：薬師沼 (春日部市)）
- 舊倉松第二調節池

#### 鄰接自治體、行政區
- 埼玉縣
  - 埼玉市（岩槻區）
  - 越谷市
  - 白岡市
  - 南埼玉郡：宮代町
  - 北葛飾郡：杉戶町、松伏町
- 千葉縣
  - 野田市

## 歷史

### 中世
- 古代至中世屬下總國葛飾郡。
- 戰國時期，古隅田川以東隸屬於下總國葛飾郡下河邊庄內，近世初期則隸屬於武藏國埼玉郡新方庄內。

### 近世
- 江戶時代：日光街道粕壁宿（日语：粕壁宿）的宿場町。自德川氏將江戶作為根據地時，此地便為德川氏領，近世大半時期為御料所。
- 承應3年（1654年）：下總國葛飾郡小田邊村改稱中野村。
- 貞享3年（1683年）或寛永年間（1622年～1643年）：下總國葛飾郡庄內古川右岸劃入武藏國。

#### 近世管轄
- 粕壁宿 - 大名領（岩槻） → 元和5年（1619年）改為御料所
- 梅田村 - 大名領（岩槻）
- 內牧村、新方袋村 - 大名領（岩槻） → 寶永8年（1711年）改為御料所
- 吉郎兵衛新田 - 享保17年（1732年）改為御料所
- 中曾根村、道順川戶村、上蛭田村、下蛭田村、花積村、道口蛭田村  - 大名領（岩槻） → （寶曆6年）（1756年）改為御料所
- 增戶村、增富村、上大增新田、下大增新田 - 大名領（岩槻）
- 東谷原新田、西谷原新田 - 御料所 → 寶永2年（1705年）改為大名領（岩槻）
- 市野割村、大場村 - 御料所 → 寶永年間改為大名領（岩槻） → 寶曆年間改為御料所
- 薄谷村 - 御料所 → 寶泳年間改為大名領（岩槻）
- 中野村、大枝村  - 御料所
- 增田新田 - 大名領（岩槻） → 寶曆6年（1756年）改為御料所及大名領（岩槻）
- 大畑村 - 御料所 → 正德年間改為御料所及大名領（岩槻） → 寶曆6年（1756年）改為御料所
- 備後村 - 御料所 → 元祿年間改為御料所及旗本領（計五給）
- 赤沼村 - 御料所及寺社領
- 銚子口村、藤塚村、牛島村、新川村、樋堀村、樋籠村、不動院野村  - 御料所
- 八町目村 - 御料所 → 元祿年間改為御料所及旗本領
- 小淵村 - 御料所及寺社領 → 元祿年間改為御料所及旗本領、寺社領
- 西親野井村、塚崎村、西寶朱花村 - 御料所
- 木崎村 - 旗本領 → 御料所及旗本領
- 芦橋村 - 旗本領 → 一橋家領及大名領（駿河國田中（日语：田中藩））及旗本領
- 倉常村 - 御料所及旗本領
- 上吉妻村、下吉妻村 - 旗本領
- 小平村、神間村 - 御料所 → 旗本領
- 榎村 - 御料所 → 一橋家領
- 立野村 - 御料所
- 椚村、上金崎村 -  御料所 → 御料所及旗本領
- 金崎村 - 御料所→ 旗本領 → 御料所及旗本領
- 上柳村、永沼村  - 御料所 → 御料所及旗本領
- 下柳村、大衾村、西金野井村、米島村、新宿新田、中野村、飯沼村、米崎村、水角村、赤崎村  - 御料所

### 現代
- 1868年（明治元年）：御料所、旗本領設武藏知縣事（日语：武蔵知県事）、下總知縣事（日语：下総知県事）。武藏知縣事管轄武藏國埼玉郡各宿村，下總知縣事管轄武藏國葛飾郡及下總國葛飾郡各村。
- 1869年（明治2年）
  - 武藏知縣事再分大宮縣（日语：大宮県）、小菅縣（日语：小菅県）、品川縣（日语：品川県）。上蛭田村、花積村、中曾根村、新方袋村除外的各宿村劃入大宮縣，上蛭田村、花積村、中曾根村、新方袋村劃入岩槻藩。之後大宮縣改稱浦和縣（日语：浦和県）。下總知縣事改設葛飾縣（日语：葛飾県）。
- 1871年（明治4年）
  - 舊曆7月14日（8月29日）：岩槻藩改制岩槻縣。
  - 11月：浦和、岩槻、葛飾部分區域（武藏國葛飾郡北部）等縣合併成立埼玉縣，葛飾縣大半區域（武藏國葛飾郡、香取郡、海上郡、匝瑳郡除外）與其他縣等合併成立印旛縣（日语：印旛県）。
- 1872年（明治5年）
  - 3月：埼玉縣制定大區小區制（日语：大区小区制）。現在春日部市中由埼玉縣廳管轄之1宿34村分屬四區及五區。
  - 9月：粕壁設置浦和縣支廳。
- 1873年（明治6年）
  - 印旛縣、木更津縣（日语：木更津県）合併成立千葉縣。
  - 12月28日：吉郎兵衛新田併入內牧村（日语：内牧村 (埼玉県)）。東谷原新田與西谷原新田合併為谷原新田。
- 1875年（明治8年）
  - 8月：下總國葛飾郡庄內領（江戶川右岸）43村劃入埼玉縣廳管轄，為埼玉縣第二十五區。
- 1878年（明治11年）7月22日：大區小區制廢止。武藏國埼玉郡、武藏國葛飾郡埼玉縣廳管轄區域（江戶川西岸）成立北葛飾郡、下總國葛飾郡的埼玉縣廳管轄區域改稱中葛飾郡（日语：中葛飾郡）。
- 1879年（明治12年）
  - 埼玉郡分為北埼玉郡與南埼玉郡。
  - 中曾根村改稱南中曾根村。
- 1889年（明治22年）4月1日
  - 粕壁宿施行町制，為南埼玉郡粕壁町（日语：粕壁町）。
  - 內牧村與梅田村合併成立南埼玉郡內牧村。
  - 新方袋村、南中曾根村、道順川戶村、上蛭田村、下蛭田村、花積村、道口蛭田村、增戶村、增富村、上大增新田、下大增新田、谷原新田等12村合併成立南埼玉郡豐春村（日语：豊春村）。
  - 一之割村、薄谷村、中野村、增田新田、大場村、大畑村、大枝村、備後村等8村合併成立南埼玉郡武里村（日语：武里村 (埼玉県)）。
  - 赤沼村、銚子口村、藤塚村合併成立北葛飾郡豐野村（日语：豊野村 (埼玉県北葛飾郡)）。
  - 牛島村、新川村、樋堀村、樋籠村、八丁目村、不動院野村、小渕村等7村合併成立北葛飾郡幸松村（日语：幸松村）。
  - 木崎村、蘆橋村、倉常村、屏風村、深輪村、椿村、細野村合併成立中葛飾郡櫻井村（日语：桜井村 (埼玉県北葛飾郡)）。之後木崎、蘆橋、倉常在1960年（昭和35年）併入庄和村。
  - 西親野井村、塚崎村、西寶珠花村合併成立中葛飾郡寶珠花村（日语：宝珠花村）。
  - 上吉妻村、下吉妻村、小平村、神間村、榎村、立野村、椚村等7村合併成立中葛飾郡富多村（日语：富多村）。
  - 金崎村、上金崎村、上柳村、下柳村、永沼村、大衾村、西金野井村等7村合併成立中葛飾郡南櫻井村（日语：南桜井村）。
  - 米島村、新宿新田、中野村、飯沼村、米崎村、水角村、赤崎村等7村合併成立中葛飾郡川邊村（日语：川辺村 (埼玉県北葛飾郡)）。
- 1895年（明治28年）3月:縣界依江戶川進行重劃。
- 1896年（明治29年）3月29日：中葛飾郡併入北葛飾郡。
- 1899年（明治32年）
  - 8月27日：東武鐵道（現東武伊勢崎線）粕壁站（現春日部站）開業。
- 1929年（昭和4年）11月17日：北總鐵道（現東武野田線）粕壁 - 大宮間が開通。同年北總鐵道改稱總武鐵道。
- 1930年（昭和5年）10月1日：總武鐵道（現東武野田線）清水公園 - 粕壁間開通。
- 1944年（昭和19年）
  - 2月1日：總武鐵道、東武鐵道合併，改稱東武野田線。　
  - 4月1日：南埼玉郡粕壁町與內牧村合併成立春日部町。
- 1954年（昭和29年）7月1日：南埼玉郡春日部町與豐春村、武里村、北葛飾郡幸松村、豐野村等1町4村合併施行市制，為春日部市（埼玉縣第13個市，埼玉縣東南部第一個市）。
- 2003年（平成15年）4月1日：與北葛飾郡庄和町、杉戶町、南埼玉郡宮代町設置法定合併協議會。
- 2004年（平成16年）9月30日：合併協議會廢止。
- 2005年（平成17年）10月1日：春日部市與北葛飾郡庄和町合併成立，為現在的春日部市。
- 2008年（平成20年）4月1日：升格特例市。

## 人口
| 春日部市人口分布圖 |                                                 |  |
| 春日部市與日本全國年齡別人口分布比較圖 （2005年資料） | 春日部市的年齡、男女別人口分布圖 （2005年資料） |  |
| ■紫色是春日部市 ■綠色是全国 | ■藍色是男性 ■紅色是女性                         |  |
| 春日部市人口變化 \| 1970年 \| 103,828人 \| \| \| 1975年 \| 146,856人 \| \| \| 1980年 \| 187,913人 \| \| \| 1985年 \| 207,021人 \| \| \| 1990年 \| 226,449人 \| \| \| 1995年 \| 238,598人 \| \| \| 2000年 \| 240,924人 \| \| \| 2005年 \| 238,506人 \| \| \| 2010年 \| 237,178人 \| \| \| 2015年 \| 232,372人 \| \| \| 2020年 \| 229,792人 \| \| |                                                 |  |
| 資料來源：日本總務省統計中心提供之人口普查數據 |                                                 |  |
| 1970年 | 103,828人                                       |  |
| 1975年 | 146,856人                                       |  |
| 1980年 | 187,913人                                       |  |
| 1985年 | 207,021人                                       |  |
| 1990年 | 226,449人                                       |  |
| 1995年 | 238,598人                                       |  |
| 2000年 | 240,924人                                       |  |
| 2005年 | 238,506人                                       |  |
| 2010年 | 237,178人                                       |  |
| 2015年 | 232,372人                                       |  |
| 2020年 | 229,792人                                       |  |

## 行政
- 市長：岩谷一弘（日语：岩谷一弘）（2021年11月6日就任，第一任）

### 國家機關
- 法務省
  - 埼玉地方法務局（日语：東京法務局）春日部出張所
- 國稅廳
  - 春日部稅務署（日语：税務署）
- 厚生勞動省
  - 春日部公共職業安定所（日语：公共職業安定所）
  - 春日部勞動基準監督署（日语：労働基準監督署）
- 國土交通省
  - 大宮國道事務所春日部國道出張所
  - 江戶川河川事務所江戶川上流出張所

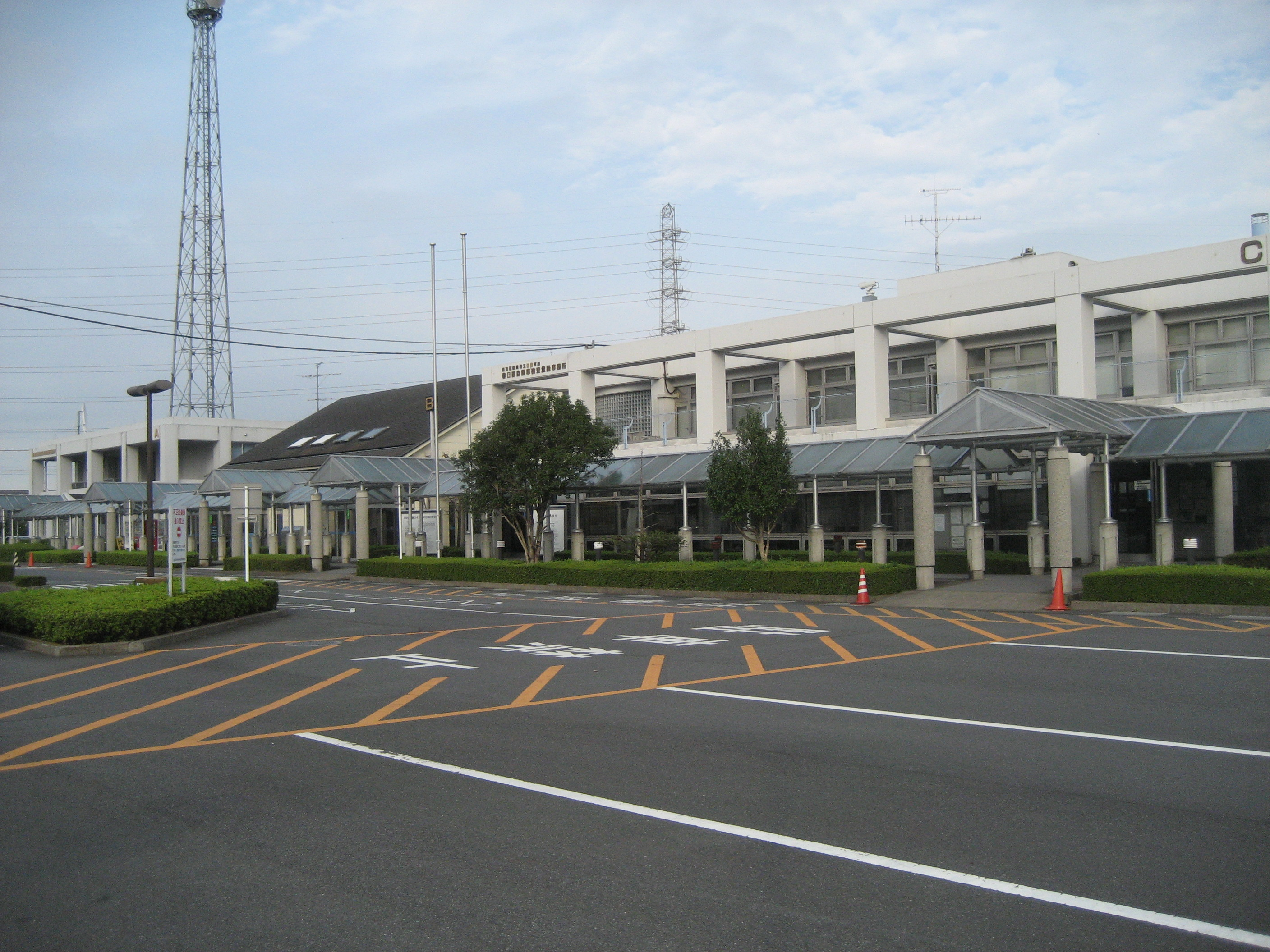
春日部自動車檢查登錄事務所

  - 江戶川河川事務所首都圈外郭放水路管理支所
  - 關東運輸局埼玉運輸支局（日语：埼玉運輸支局）春日部自動車檢查登錄事務所（日语：春日部自動車検査登録事務所）
  - 特別民間法人（日语：特別民間法人）輕自動車檢查協會（日语：軽自動車検査協会）春日部支所
- 防衛省
  - 自衛隊埼玉地方協力本部春日部募集案內所
- 日本年金機構（日语：日本年金機構）
  - 春日部年金事務所

### 縣機關
- 埼玉縣春日部地方廳舍
  - 東部地域振興中心
    - 東部地域振興中心交通事故相談

  - 東部地域振興接觸據點設施
  - 春日部縣稅事務所
  - 春日部保健所
  - 消費者生活支援中心春日部
  - 東部中央福祉事務所
  - 春日部農林振興中心
  - 東部教育事務所
  - 埼玉縣企業局（日语：埼玉県企業局）庄和淨水場
- 埼玉縣總合治水事務所
- 埼玉縣自動車稅事務所春日部支所
- 護照中心春日部支所

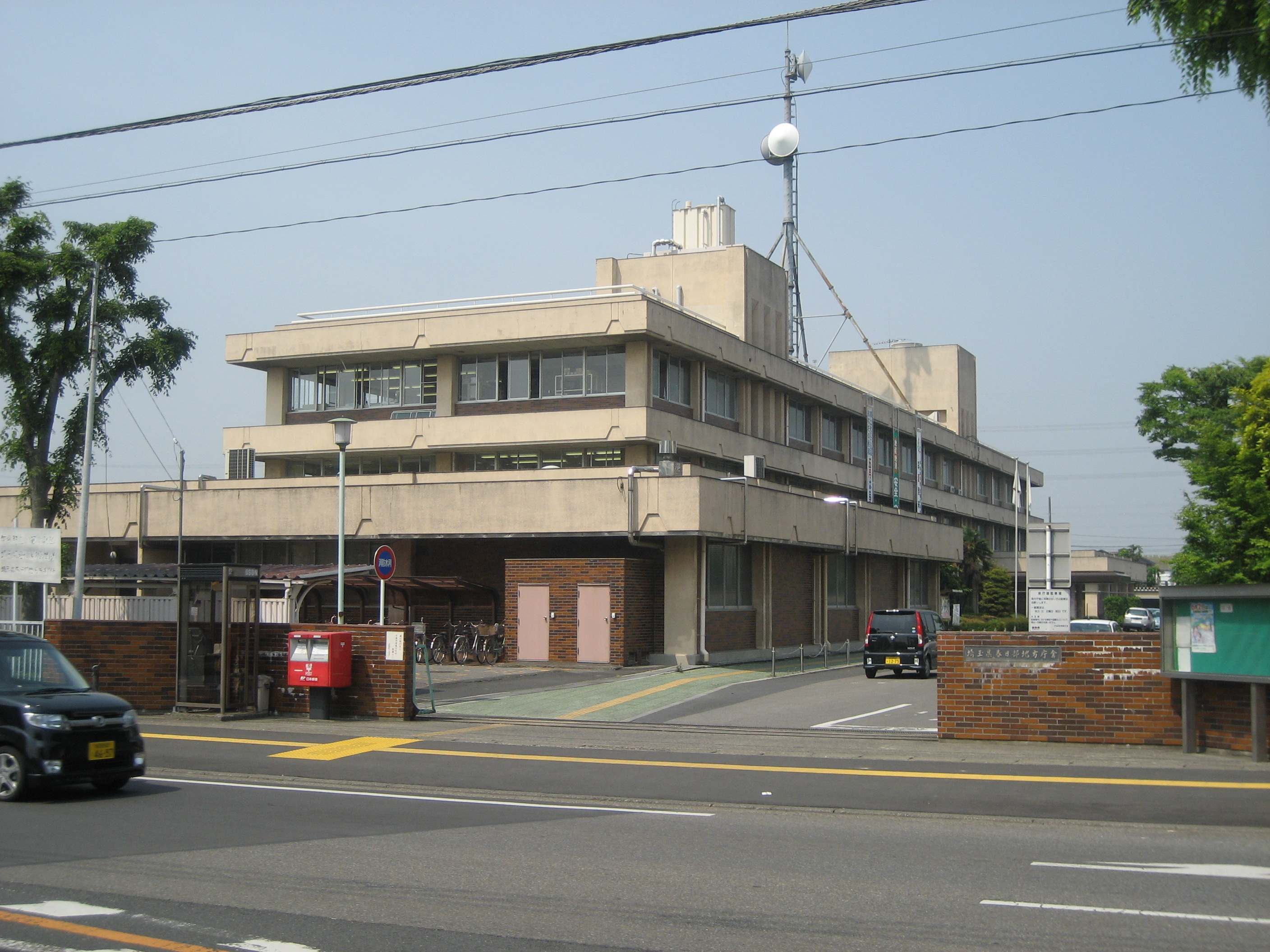
春日部地方廳舍
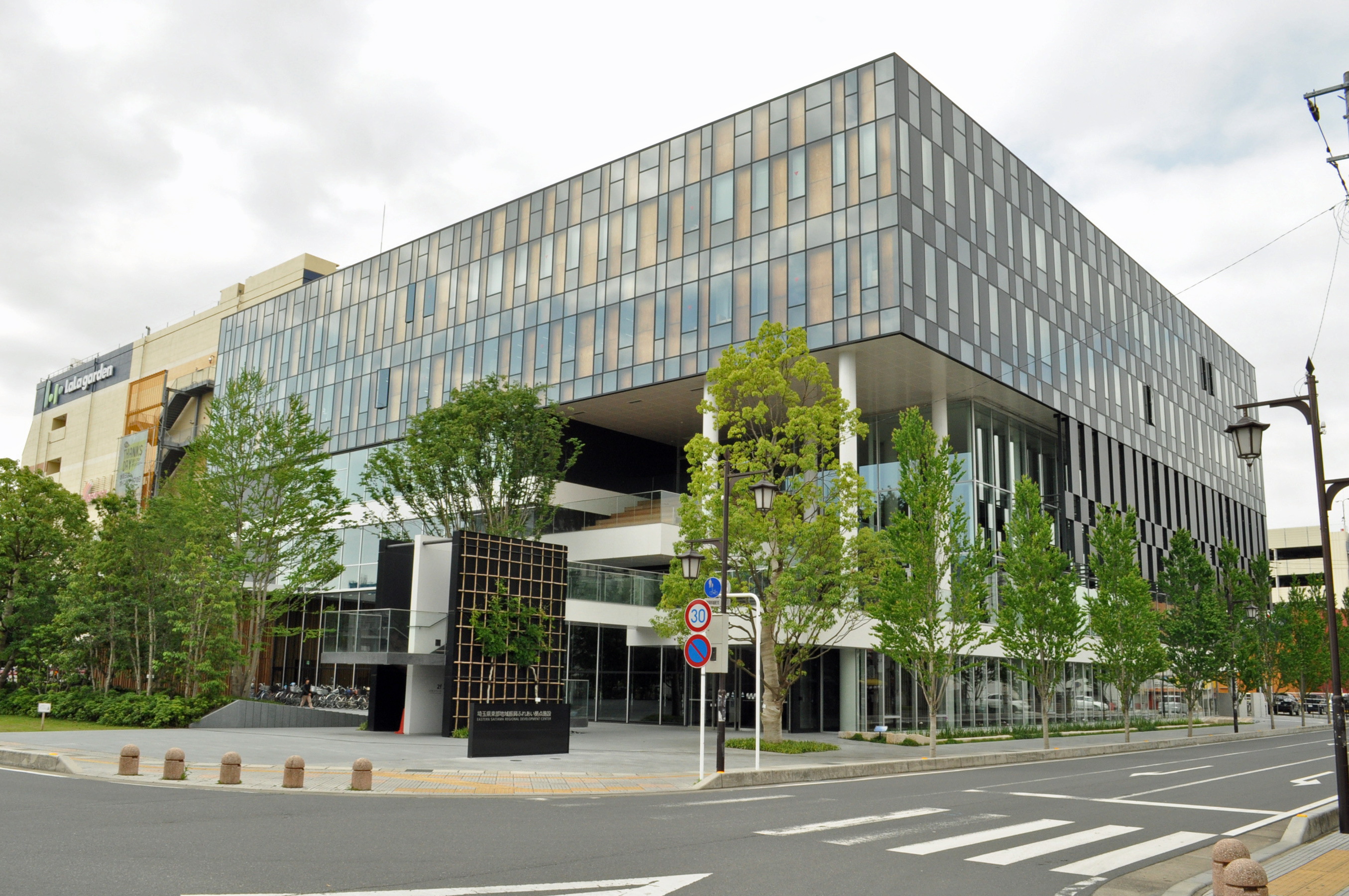
東部地域振興接觸據點設施　接觸立方（ふれあいキューブ）
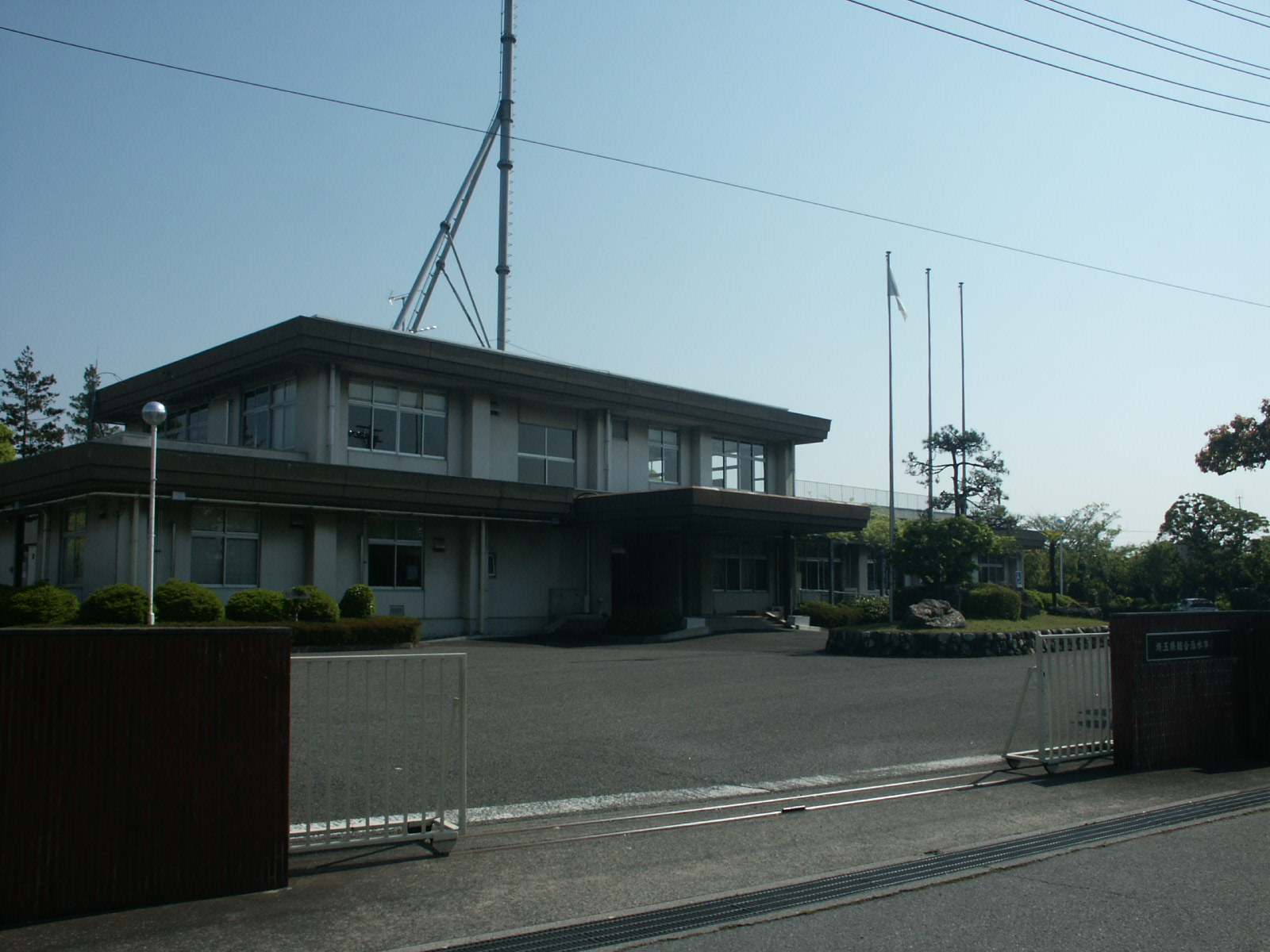
總合治水事務所

### 警察
- 春日部警察署（日语：春日部警察署）
- 少年支援中心東分室

### 消防
- 春日部市消防本部（日语：春日部市消防本部）
  - 春日部消防署
  - 庄和消防署

### 市設施

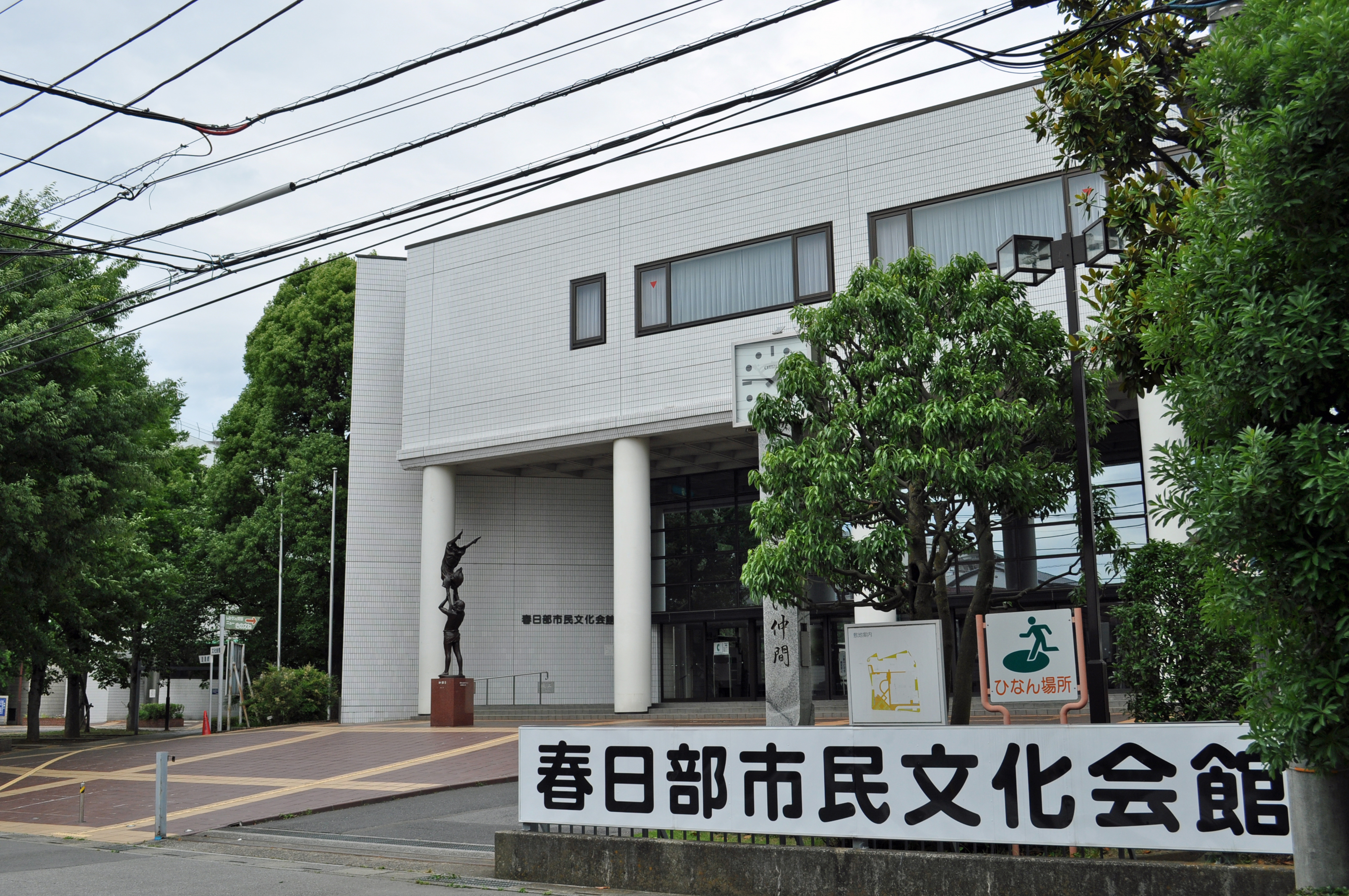
春日部市民文化会館

- 春日部市役所本廳舍
- 春日部市役所庄和總合支所
- 春日部市役所武里出張所
- 春日部市立醫院（日语：春日部市立病院）
- 春日部市消防本部
- 環境中心
- 绿色中心（グリーンセンター）
- 春日部市民文化會館
- 春日部市立圖書館（日语：春日部市立図書館）（中央圖書館、武里圖書館、庄和圖書館）
- 正風館圖書室
- 鄉土資料館
- 春日部情報發信館「随意参观春日部」（ぷらっとかすかべ）
- 春日部第1兒童中心「天使穹顶」（エンゼルドーム）
- 視聽覺中心
- 大沼運動公園
- 市民體育館 （页面存档备份，存于）
- 春日部市總合體育館（日语：春日部市総合体育館）「翼帽春日部」（ウイング・ハット春日部）
- 市民武道館
- 武里市民中心
- 總合福祉中心「协助春日部」（あしすと春日部）
- 健康福祉中心「ゆっく武里」
- 勤勞者會館・酸橙（ライム）
- 性別平等促進中心「和谐春日部」（ハーモニー春日部）
- 商工振興中心「枢纽春日部」（アクシス春日部）
- 大池親水公園（日语：大池親水公園 (春日部市)）
- 大池憩之家
- 藥師沼親水公園（日语：薬師沼親水公園）
- 薬師沼憩之家
- 內牧公園（日语：内牧公園）
- 春日部市牛島棒球場（日语：春日部市牛島野球場）
- 大風箏會館（日语：大凧会館）
- 庄和總合公園
- 庄和市民中心「正風館」
- 谷原球場
- 南榮町球場

### 廣域行政
- 江戶川水防事務組合（日语：江戸川水防事務組合）（本市與吉川市、三鄉市、北葛飾郡松伏町組成的防洪事務單位）
- 利根川栗橋流域水防事務組合（日语：利根川栗橋流域水防事務組合）（本市與久喜市、幸手市、北葛飾郡杉戶町、茨城縣猿島郡五霞町組成的防洪事務單位）
- 埼葛齋場組合（日语：埼葛斎場組合）（與蓮田市、白岡市、北葛飾郡杉戶町共同經營齋場）
- 埼玉縣都市競艇組合（日语：埼玉県都市競艇組合）（與飯能市、加須市、本庄市、東松山市、狹山市、羽生市、鴻巢市、深谷市、上尾市、草加市、越谷市、入間市、鳩谷市、朝霞市、埼玉市一同參與競艇相關事務）

## 經濟

### 金融機關
| - 瑞穗銀行春日部支店 - 三菱東京UFJ銀行 - 春日部站前支店 - 春日部支店 - 三井住友銀行春日部支店 - 埼玉里索那銀行 - 春日部支店 - 武里支店 - 春日部西口支店 - 庄和支店 - 群馬銀行春日部支店 - 足利銀行春日部支店 - 筑波銀行春日部支店 - 武藏野銀行 - 春日部支店 - 武里支店 - 藤丘支店 - 庄和支店 - 栃木銀行武里支店 | - 埼玉縣信用金庫 - 春日部支店 - 豐春支店 - 春日部西口支店 - 川口信用金庫 - 一之割支店 - 春日部支店 - 中央勞動金庫春日部支店 - 南彩農業協同組合（JA南彩） - 春日部支店 - 豐春支店 - 武里支店 - 幸松支店 - 埼玉瑞穗農業協同組合（JA埼玉瑞穗） - 庄和東支店 - 庄和中央支店 - 郵貯銀行春日部店（春日部郵便局） |

### 主要企業
- 本社、本店
  - Maruya（日语：マルヤ）
  - 篠崎屋（日语：篠崎屋）（登記上的本店所在地）
  - MCJ（日语：MCJ）（登記上的本店所在地）
- 其他
  - 島忠（日语：島忠）（春日部市創業）
  - 大塚家具（日语：大塚家具）（春日部市創業）
  - 梯瓦製藥（日语：テバ製薬）
  - MouseComputer（日语：マウスコンピューター）（春日部市創業。MCJ集團企業）
  - 三州製菓 （页面存档备份，存于）
  - 東彩瓦斯（日语：東彩ガス）
  - 明治乳業
  - 桃屋（日语：桃屋）
  - 米久（日语：米久）
  - Evermere化妝品 （页面存档备份，存于）
  - 文明堂東京

### 主要商業設施
- 西武百貨店春日部店
- 啦啦花园春日部（日语：ララガーデン春日部）

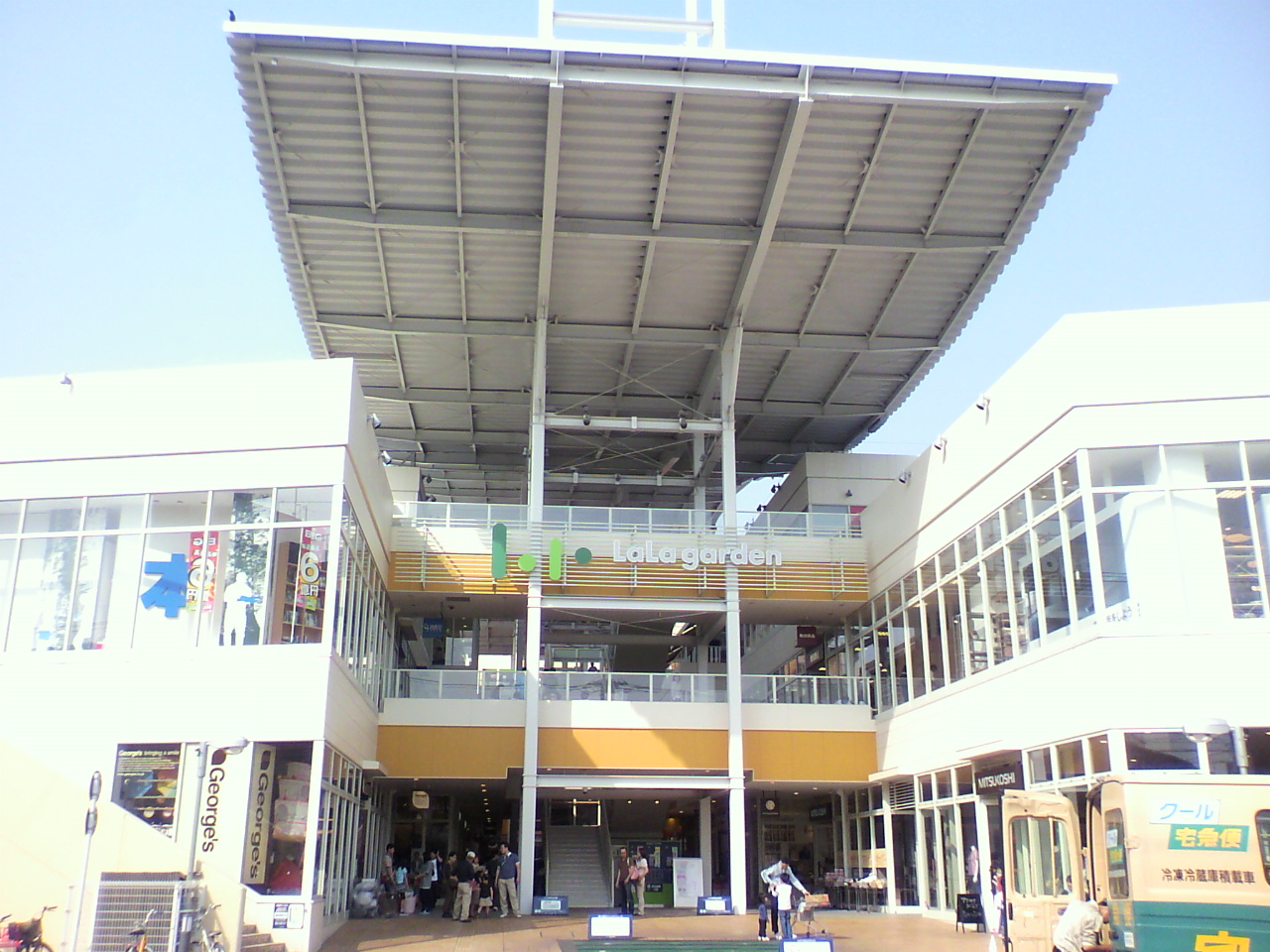
啦啦花园春日部

  - UNITED CINEMAS（日语：ユナイテッド・シネマ）春日部
- 永旺夢樂城春日部（日语：イオンモール春日部）
  - AEON CINEMA春日部（日语：イオンエンターテイメント）
- SUPER VIVA HOME（日语：LIXILビバ）春日部店
- 大塚家具（日语：大塚家具）春日部店
- 島忠（日语：島忠）春日部本店
- 山田電機春日部本店

- 大眾媒體
  - 埼玉新聞社（日语：埼玉新聞）縣東總局
  - 每日新聞社埼玉東支局
  - 讀賣新聞社春日部支局

## 姊妹都市、友好都市

### 海外
友好都市
- 帕薩迪納（美國加利福尼亞州）
1993年（平成5年）7月3日締結友好都市協定
- 福瑞沙海岸（澳洲昆士蘭州）
2007年（平成19年）4月29日締結友好都市協定

### 日本國內
合作都市
- 愛知縣津島市
2004年（平成16年）9月1日簽定災害時相互援助協定。

## 地域

### 町名

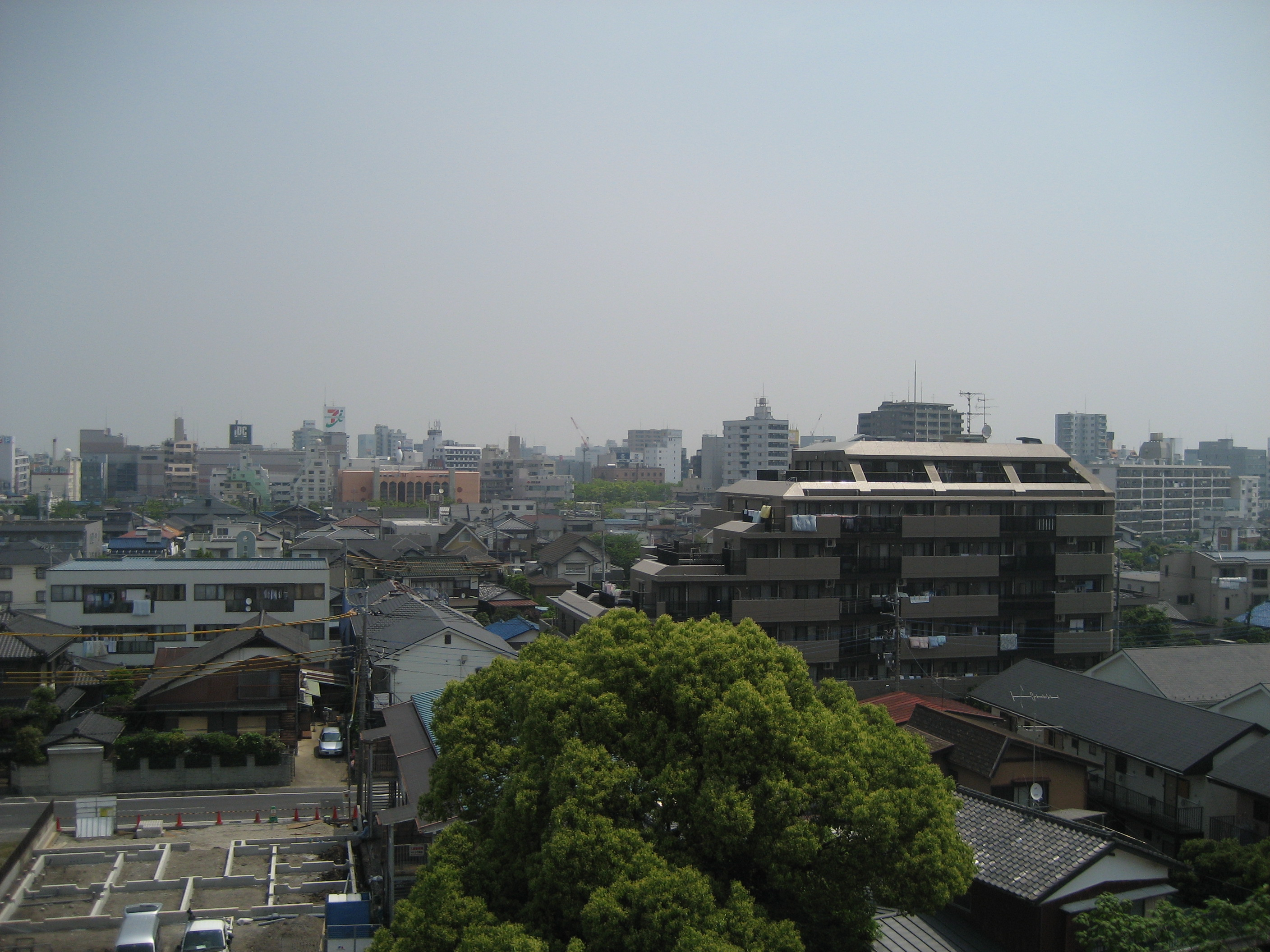
春日部市區

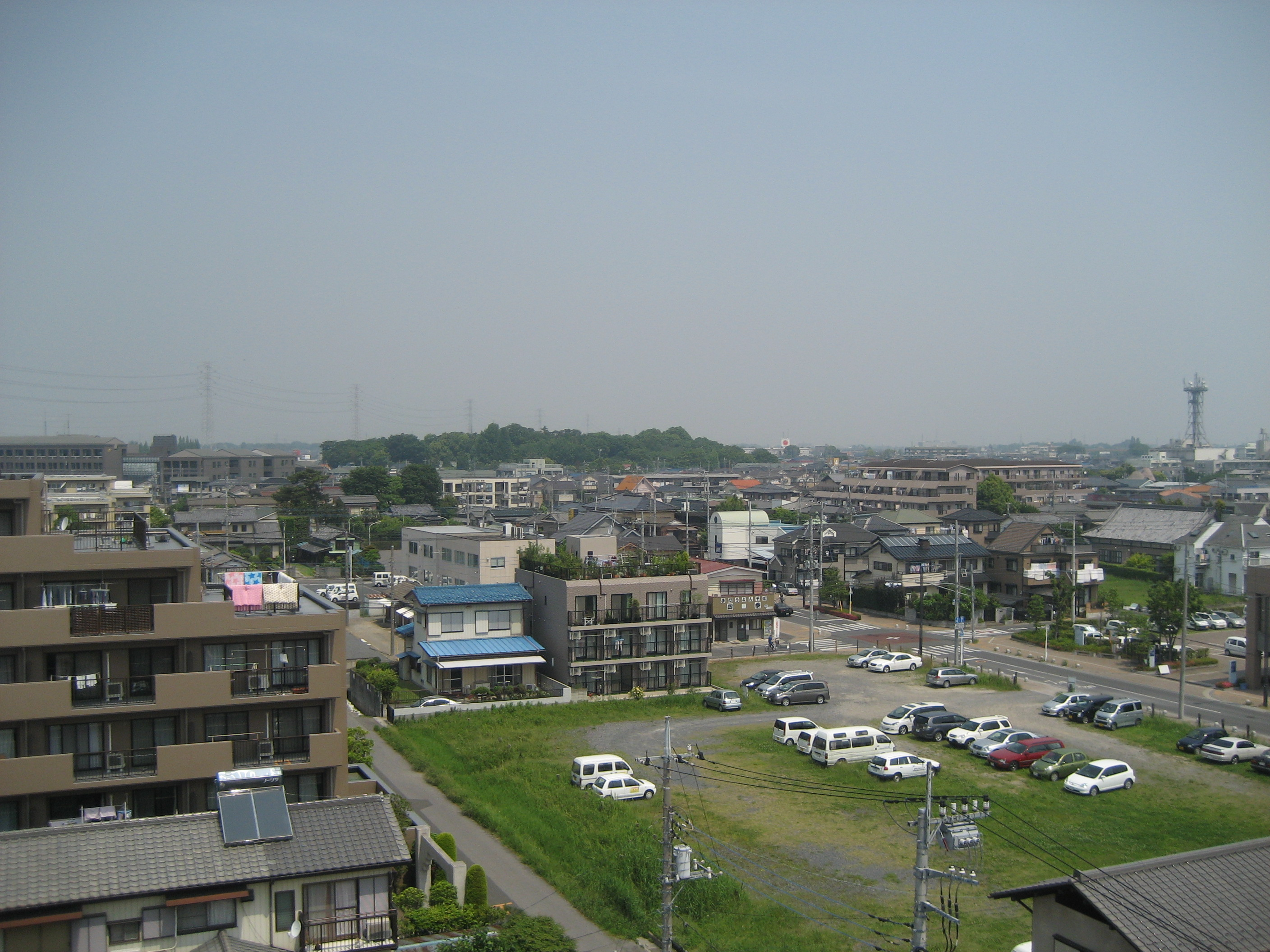
內牧地區

粕壁地區

- 粕壁
- 粕壁1～4丁目
- 粕壁東1～6丁目
- 中央1～8丁目
- 濱川戶1～2丁目
- 綠町1～6丁目
- 南1～5丁目
- 八木崎町

內牧地區

- 內牧
- 梅田
- 梅田1～3丁目
- 梅田本町1～2丁目
- 榮町1～3丁目
- 南榮町

幸松地區

- 牛島
- 小渕
- 新川
- 八丁目
- 樋堀
- 樋籠
- 不動院野

豐野地區

- 赤沼
- 銚子口
- 豐野町1～3丁目
- 藤塚
- 本田町1～2丁目
- 六軒町

武里地區

- 一之割
- 一之割1～4丁目
- 大枝
- 大畑
- 大場
- 薄谷
- 千間1丁目
- 武里中野
- 備後西1～5丁目
- 備後東1～8丁目
- 增田新田

豐春地區

- 大沼1～7丁目
- 上大增新田
- 上蛭田
- 下大增新田
- 下蛭田
- 道口蛭田
- 道順川戶
- 新方袋
- 西八木崎1～3丁目
- 花積
- 增戶
- 增富
- 南中曾根
- 谷原1～3丁目
- 谷原新田
- 豐町1～6丁目

庄和地區

- 赤崎
- 飯沼
- 榎
- 大衾
- 金崎
- 上金崎
- 上吉妻
- 上柳
- 神間
- 木崎
- 椚
- 倉常
- 小平
- 米崎
- 米島
- 下吉妻
- 下柳
- 新宿新田
- 水角
- 立野
- 塚崎
- 永沼
- 西親野井
- 西金野井
- 西寶珠花
- 東中野
- 蘆橋

### 醫療機關
- 梅原醫院
- 春日部市立醫院（日语：春日部市立病院）
- 秀和綜合醫院
- 春日部中央總合醫院
- 春日部厚生醫院
- 春日部南部厚生醫院
- 庄和中央醫院

### 教育

#### 小學校
- 春日部市立粕壁小學校
- 春日部市立內牧小學校 （页面存档备份，存于）
- 春日部市立豐春小學校 （页面存档备份，存于）
- 春日部市立武里小學校
- 春日部市立幸松小學校
- 春日部市立豐野小學校
- 春日部市立備後小學校
- 春日部市立八木崎小學校
- 春日部市立武里南小學校
- 春日部市立武里西小學校（日语：春日部市立武里西小学校）
- 春日部市立綠小學校
- 春日部市立牛島小學校
- 春日部市立上沖小學校
- 春日部市立立野小學校
- 春日部市立正善小學校
- 春日部市立宮川小學校
- 春日部市立小渕小學校
- 春日部市立藤塚小學校
- 春日部市立櫻川小學校
- 春日部市立南櫻井小學校
- 春日部市立川邊小學校
- 春日部市立富多小學校
- 春日部市立寶珠花小學校
- 春日部市立中野小學校

#### 中學校
市立
- 春日部市立春日部中學校
- 春日部市立大沼中學校
- 春日部市立東中學校
- 春日部市立豐野中學校
- 春日部市立豐春中學校
- 春日部市立武里中學校
- 春日部市立谷原中學校
- 春日部市立綠中學校
- 春日部市立大增中學校
- 春日部市立中野中學校
- 春日部市立葛飾中學校
- 春日部市立飯沼中學校
- 春日部市立江戶川中學校

私立
- 春日部共榮中學校※中高合設

#### 高等學校
縣立
- 埼玉縣立春日部高等學校
- 埼玉縣立春日部東高等學校
- 埼玉縣立春日部工業高等學校
- 埼玉縣立春日部女子高等學校
- 埼玉縣立庄和高等學校

私立
- 春日部共榮高等學校※中高合設
- 學校法人松山學園松榮學園高等學校

通信制高校
- 晃陽學園高等學校春日部學習中心

#### 專門學校
- 春日部市立看護專門學校（日语：春日部市立看護専門学校）

#### 大學、短期大學

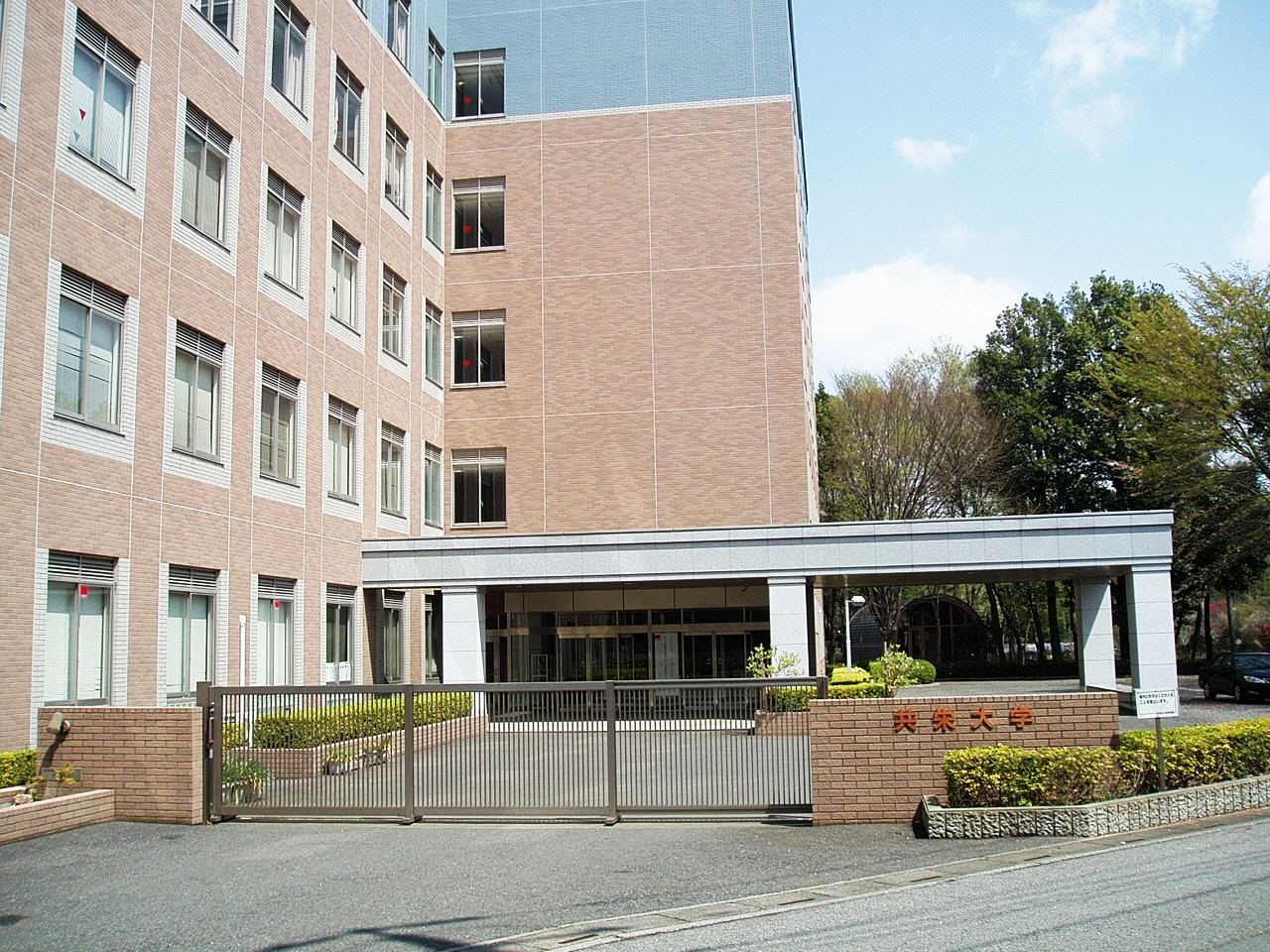
共栄大学

- 共榮大學（日语：共栄大学）

#### 特別支援學校
- 埼玉縣立春日部特別支援學校（日语：埼玉県立春日部特別支援学校）

#### 學校教育以外的設施
- 松實高等學園（日语：松実高等学園）

## 交通

### 鐵道

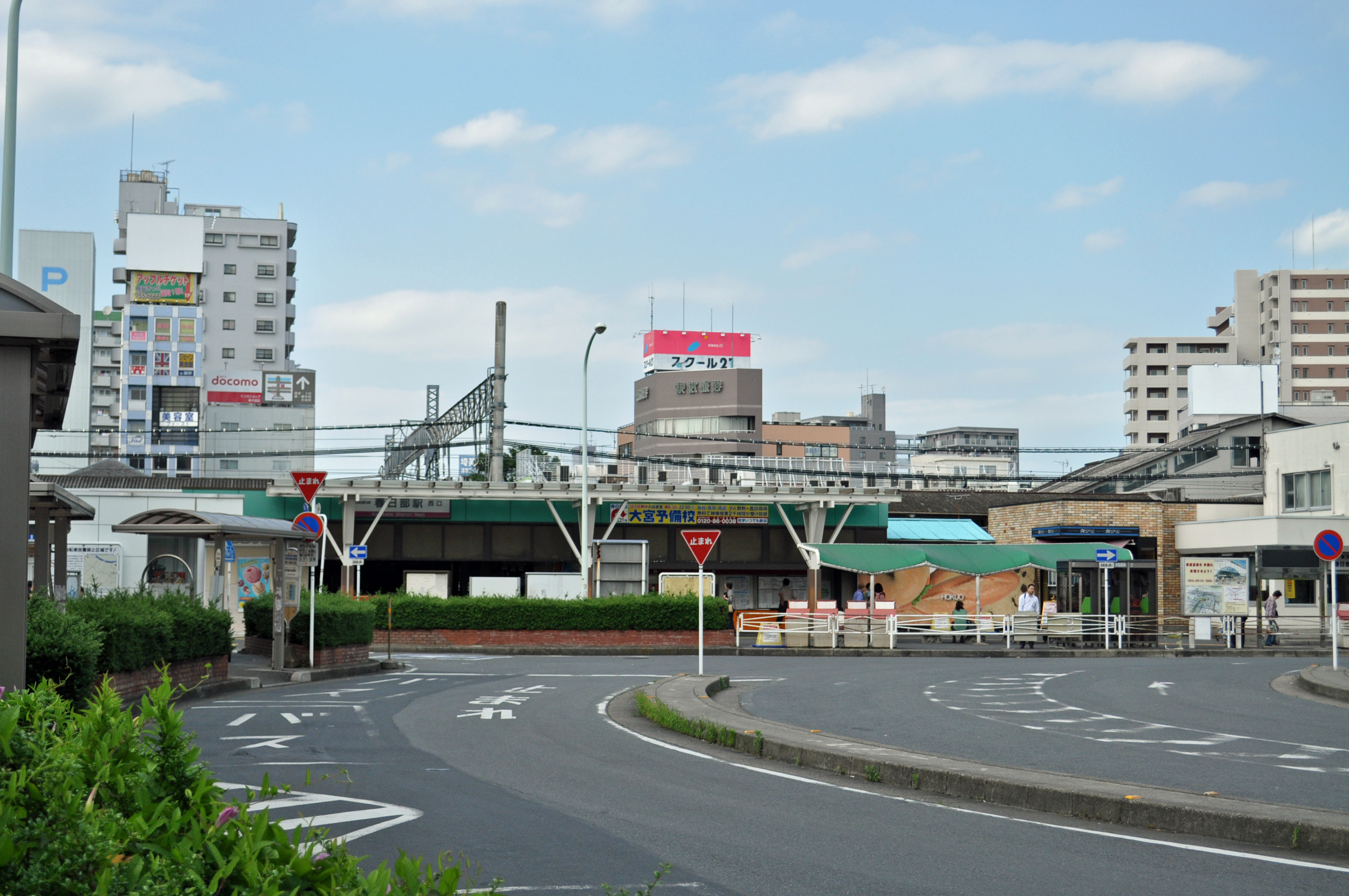
春日部站西口

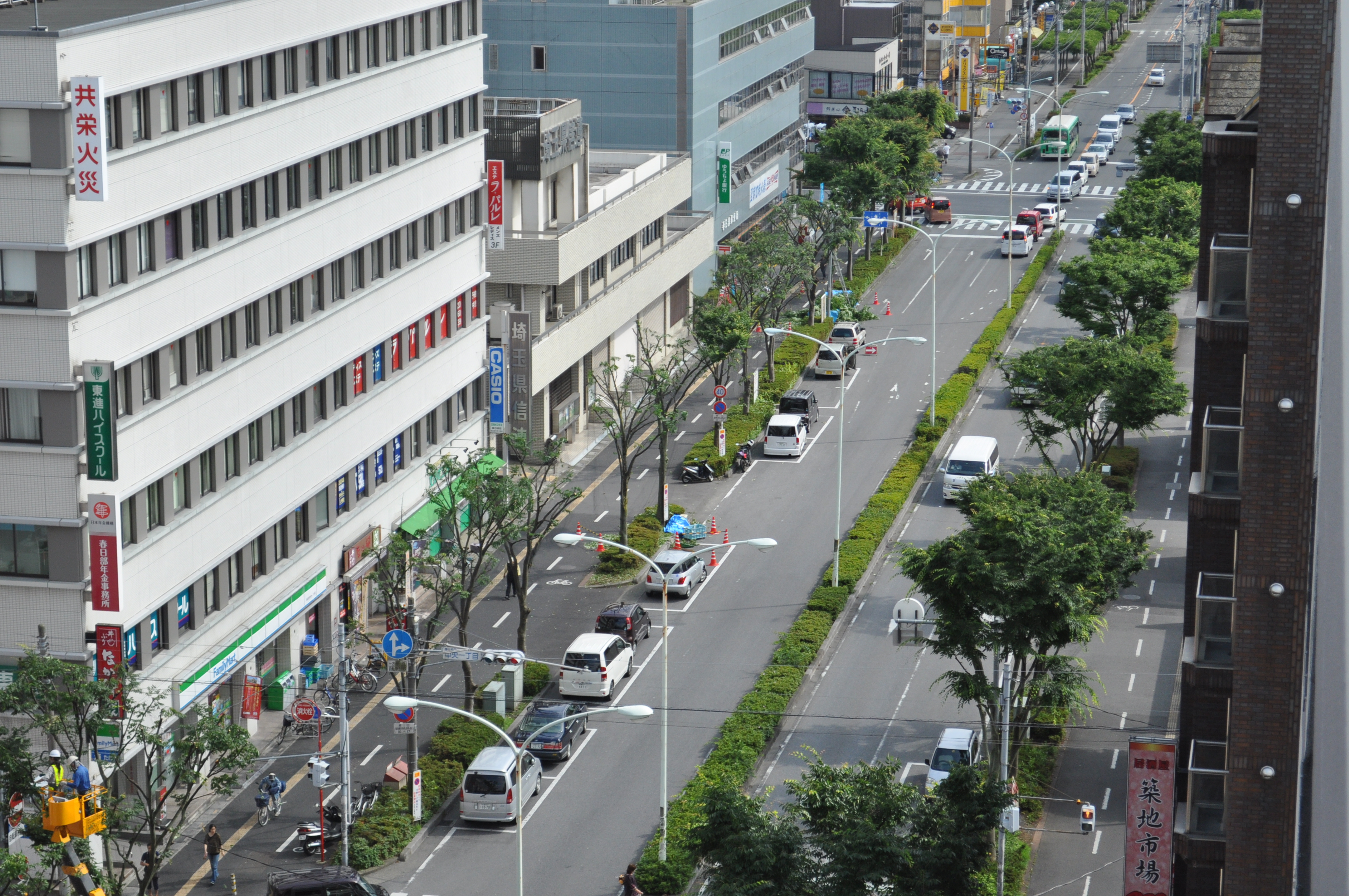
春日部站西口站前通

東武鐵道
- 東武晴空塔線（伊勢崎線）：武里站 - 一之割站 - 春日部站 - 北春日部站
- 東武都市公園線（野田線）：豐春站 - 八木崎站 - 春日部站 - 藤之牛島站 - 南櫻井站

市內共有8座東武鐵道車站，是埼玉縣內最多的自治體，全國僅次於栃木縣日光市的12站、栃木縣栃木市的10站、群馬縣太田市的9站。並與栃木縣佐野市並列。另外，本市也是埼玉縣內六個有兩條東武鐵道路線過的自治體之一（南埼玉郡宮代町、久喜市、加須市、坂戶市、鶴島市）。
※人口20萬人以上沒有JR車站的特別區與市，除春日部市外還有筑波市、草加市、世田谷區、練馬區、大和市、厚木市、豐田市、豐中市、那霸市，其中只有大和市有JR路線通過。

### 路線巴士
- 朝日巴士
- 平成事业（平成エンタープライズ）
- 東武巴士
- 社區巴士

### 計程車
本市與草加市、越谷市、久喜市、八潮市同屬縣東南部交通圏。

### 道路

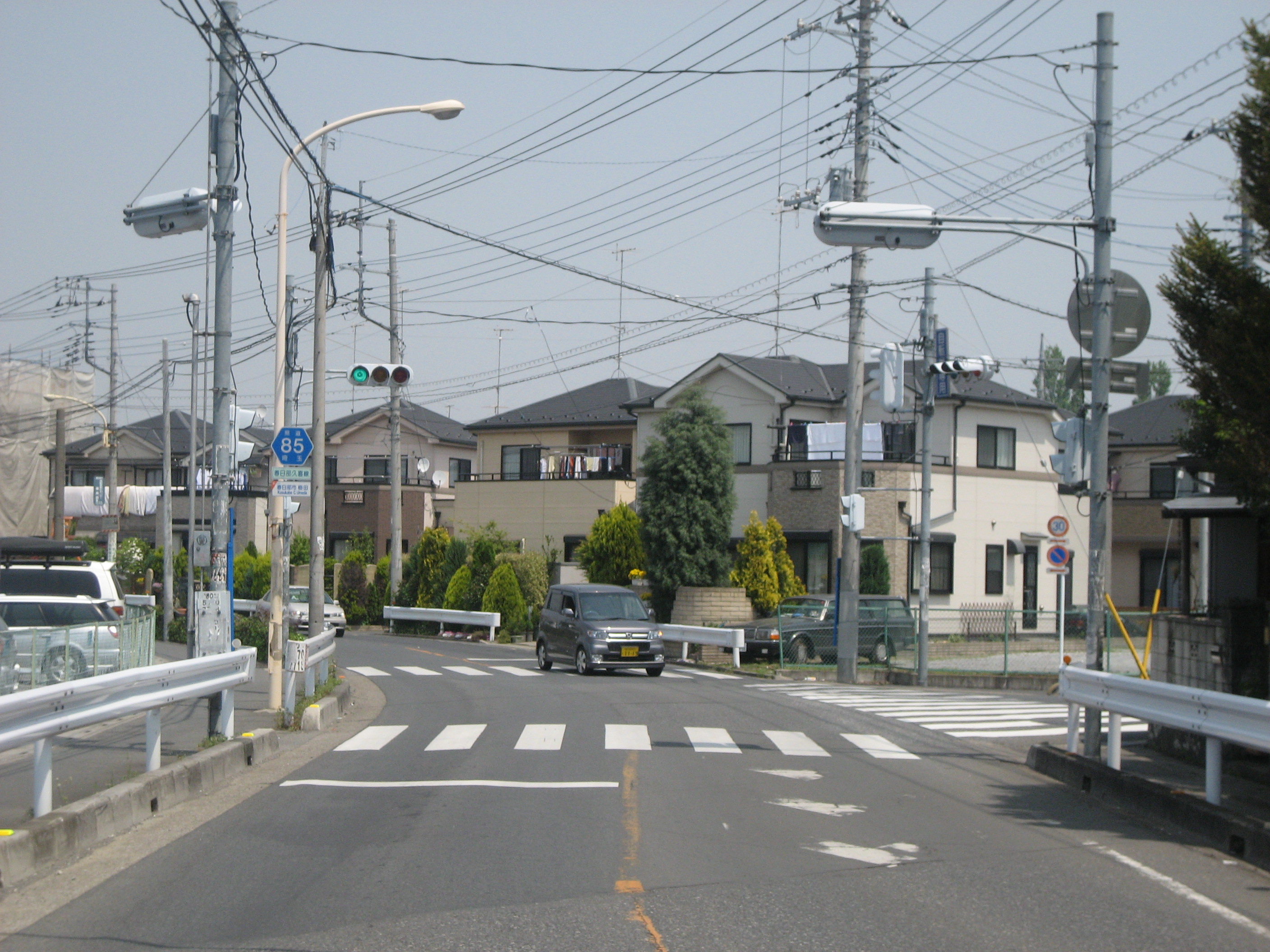
經過市內的埼玉縣道85號

高速自動車國道
- 高速自動車國道未通過本市，最近的是東北自動車道岩槻交流道。

一般國道
- 國道4號（日光街道、奧州街道）
- 新4號國道（日语：新4号国道）（越谷春日部繞道、春日部古河繞道）
- 國道16號（岩槻春日部繞道（日语：岩槻春日部バイパス）、春日部野田繞道（日语：春日部野田バイパス））

縣道
- 主要地方道
  - 埼玉縣道2號埼玉春日部線（日语：埼玉県道2号さいたま春日部線）（旧16号線）
  - 埼玉縣道10號春日部松伏線（日语：埼玉県道10号春日部松伏線）
  - 埼玉縣道42號松伏春日部關宿線（日语：埼玉県道42号松伏春日部関宿線）
  - 埼玉縣道78號春日部菖蒲線（日语：埼玉県道78号春日部菖蒲線）
  - 埼玉縣道85號春日部久喜線（日语：埼玉県道85号春日部久喜線）
- 一般縣道
  - 埼玉縣道183號次木杉戶線（日语：埼玉県道183号次木杉戸線）
  - 埼玉縣道319號惣新田春日部線（日语：埼玉県道319号惣新田春日部線）
  - 埼玉縣道320號西寶珠花春日部線（日语：埼玉県道320号西宝珠花春日部線）
  - 埼玉縣道321號西金野井春日部線（日语：埼玉県道321号西金野井春日部線）
  - 埼玉縣道375號西寶珠花屏風線（日语：埼玉県道375号西宝珠花屏風線）
  - 埼玉縣道400號春日部停車場線（日语：埼玉県道400号春日部停車場線）

其他主要道路
- 埼葛廣域農道（日语：埼葛広域農道）

道之驛
- 道之驛庄和

## 觀光

### 名勝、古蹟
- 牛島之藤（日语：牛島のフジ） - 國家特別天然紀念物。
- 大風箏會館（日语：大凧会館）
- 春日部八幡神社
- 小渕觀音
- 八幡公園（濱川戶遺跡、春日部氏住居跡、八木崎遺跡）
- 神明貝塚
- 花積貝塚
- 內牧塚內古墳群（日语：内牧塚内古墳群）
- 內牧公園（日语：内牧公園）（繩文時期住居遺跡）
- 庄和總合公園
- 春日部重行公墳墓（最勝院）

### 祭典
- 大風箏祭（大凧あげ祭り）
每年5月3日、5月5日於西寶珠花江戶川堤防舉行。舊庄和町的傳統活動。
- 春日部藤祭
每年5月於春日部站西口藤通舉行。
- 春日部夏祭
舊名「春日部市民夏祭」。7月第2週或第3週舉行。

### 特產
- 桐簞笥
- 草帽
- 羽子板
- 梨（豐水）

### 溫泉
- 春日部湯元温泉（かすかべ湯元温泉）
- 湯樂之里（日语：湯楽の里）春日部溫泉

## 逸事
- 日本漫畫《蠟筆小新》以此為故事舞臺，大大提高了該市的知名度。其作者臼井儀人亦生長於此。2004年4月6日，《蠟筆小新》的主人公野原新之助成為該市的榮譽市民。另外，在動畫版過去使用的并不是「 Kasukabe」（春日部），而是「 Kasugabe」（春我部），但現在已統一使用前者。
- 日本漫畫《幸運☆星》的故事舞臺也在此，但是主角們經常相聚的車站被拼成同音的「糟日部」。
- 《王牌投手 振臂高揮》（樋口朝）曾出現虛構的「春日部市立高校」。
- 《關於完全聽不懂老公在說什麼的事》動畫第二期第5話及第11話出現春日部站等相關事物。

## 知名人士
- 美水鏡（漫畫家，幸運☆星作者，春日部共榮高等學校畢業）
- 臼井儀人（漫畫家，蠟筆小新原作者，靜岡縣靜岡市出生）
- 茂木健一郎（腦科學家，東京工業大學教授，東京都中野區出生）
- 草彅剛[2]（藝人，SMAP原成員，愛媛縣出生[3]）
- 山崎弘也（搞笑藝人，雙人組「不可接觸」成員）
- 佐藤壽人（職業足球員，廣島三箭選手）
- 佐藤勇人（職業足球員，JEF聯市原·千葉選手）
- 中田千智（藝人，原AKB48成員）
- 野原新之助: 其故鄉
- 川內優輝（日本长跑运动员，埼玉県立春日部高等学校埼玉県職員）
- 高橋文哉: (藝人,演員及模特兒)

## 備註
1. ↑  .   [2024-03-15].
2. ↑  SMAP草なぎ剛さんが記念植樹を行いました 的存檔，存档日期2015-09-23. - 春日部市
3. ↑  草彅剛 （页面存档备份，存于）TOWER RECORDS ONLINE 2014年6月3日閲覧

## 外部連結
- 春日部市 （页面存档备份，存于）